# Lilli Purtscheller
Lilli Purtscheller, née le 12 août 2003 à Innsbruck (Autriche), est une footballeuse autrichienne sous contrat avec le SG Essen-Schönebeck.

## Biographie
Lilli Purtscheller naît à Innsbruck, en Autriche, le 12 août 2003.

### Carrière en club
De 2009 à 2016, Lilli Purtscheller joue avec le FC Zirl, un club à l'ouest d'Innsbruck, puis de 2016 à 2017 au SV Kematen.
En 2017, elle rejoint le FC Wacker Innsbruck et y reste quatre ans. À cette époque, elle fréquente également l'académie féminine de l'ÖFB à Sankt Pölten.
Lors du mercato d'été 2021, elle signe au SK Sturm Graz. Elle se déchire le ligament croisé au printemps 2022.
À l'issue de la saison 2022-2023, elle signe au SG Essen-Schönebeck.

### Carrière internationale
Après trois matchs avec l'équipe autrichienne des moins de 16 ans (un but), vingt-trois matchs avec les moins de 17 ans (onze buts) et neuf matchs avec les moins de 19 ans (deux buts), elle est sélectionnée dans l'équipe première de la sélection autrichienne pour la première fois en avril 2023 lors du match contre la République tchèque.